# Nazionale maschile under 18 di baseball dei Paesi Bassi
La nazionale maschile under 18 di baseball olandese rappresenta i Paesi Bassi nelle competizioni internazionali di età non superiore ai diciotto anni.

## Piazzamenti

### Europei
- 1974:  1°
- 1976:  2°
- 1978:  2°
- 1982:  1°
- 1984:  2°
- 1986:  1°